# Michael Dierks
Michael Dierks (* 21. Juli 1970 in Köln) ist ein deutsch-britischer Schauspieler.

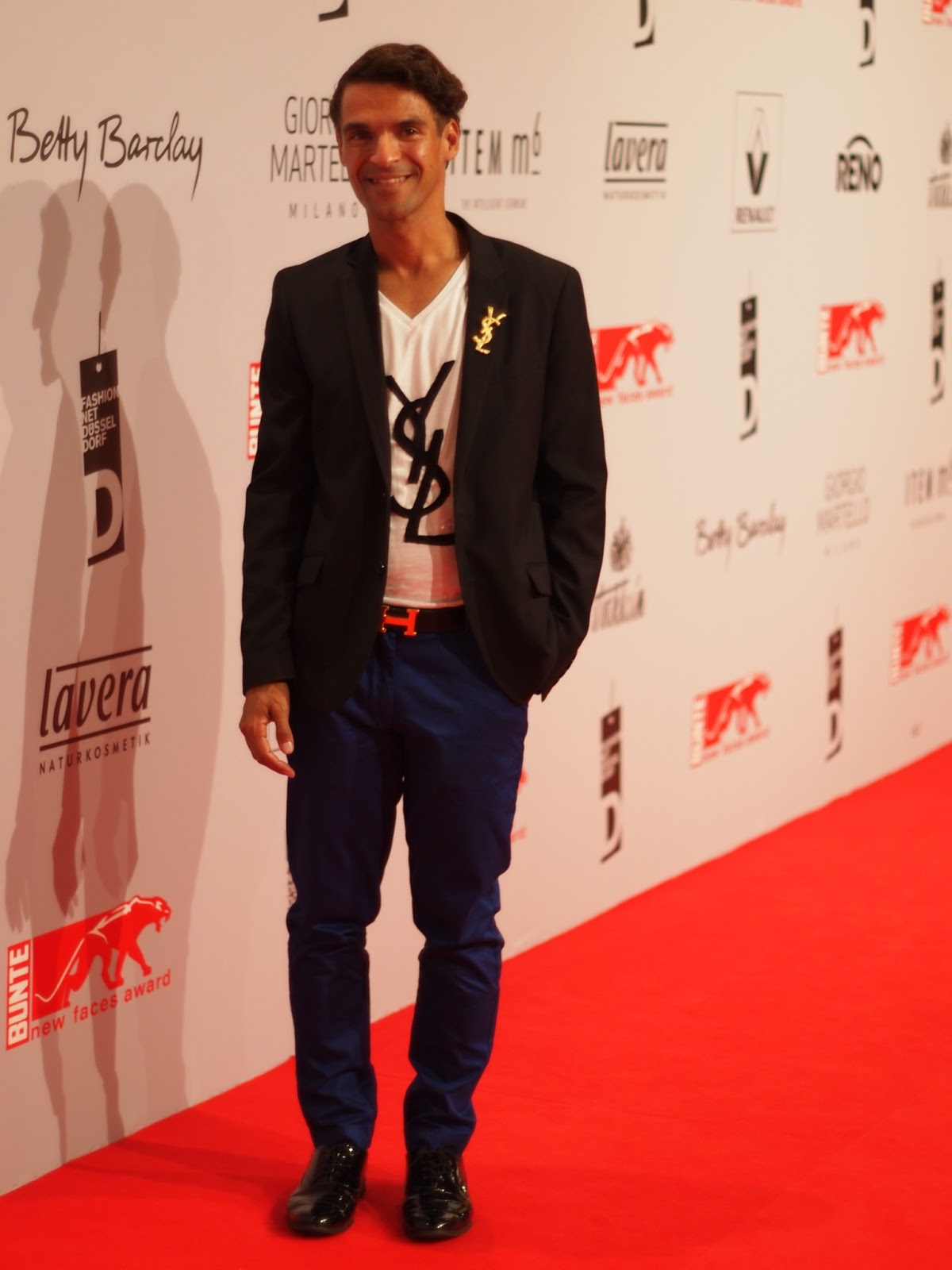
Michael Dierks auf dem Bunte New Faces Award

## Leben und Karriere
Michael Dierks’ Vater ist der Schallplattenproduzent Dieter Dierks. Michael Dierks zog mit 18 Jahren nach Los Angeles, um an der University of California, Los Angeles Schauspiel, Tanz, Gesang und Regie zu studieren. Im US-amerikanischen Film Mambo Kings spielte er eine Statistenrolle. Nach fünf Jahren kehrte er nach Köln zurück.
Dierks schrieb das Musikstück Liebe rahmt mich und schickte es zum Sender RTL, welcher ihm daraufhin die Rolle des Assistenten Marco Mommsen in der Fernsehserie T.V. Kaiser anbot. Er verkleidete sich in der Show unter anderem als Prominente wie Karl Lagerfeld, Heino und Tina Turner. Er hatte außerdem Auftritte bei RTL Samstag SpätNacht und im Rundfunk.
Die Zeitschrift Hörzu nominierte ihn für die Goldene Kamera als Besten Komödianten 1997. Von 1999 auf 2000 moderierte er als einer von zehn Moderatoren für RTL Zwei die 24-stündige Silvesterfeier 2000 live – The Final Countdown Live ins neue Jahrtausend. Außerdem spielte er im Carlo-Rola-Film Schöne Witwen küssen besser an der Seite von Iris Berben, Christoph Waltz, Sophie Schütt und Andrea Sawatzki.
Von 2003 bis 2009 spielte er in der Comedyserie Hausmeister Krause – Ordnung muss sein auf Sat.1 eine Nebenrolle.
Dierks spielte von 2013 bis 2014 im Theaterstück Sonny Boys in der Landesbühne Rheinland-Pfalz im Schlosstheater und im Kleinen Theater Bad Godesberg mit.
Michael Dierks arbeitet öfter für den Radiosender WDR, für den er Radiosketche und Segmente schreibt und alle Stimmen spielt. In der Musikbranche arbeitet er als Produzent, Komponist und DJ – vorwiegend im House-Genre – und hat mehrere Platten und Remixe veröffentlicht.
2021 erwarb er die britische Staatsbürgerschaft.

## Filmografie
- 1990: Mothers Finest MV
- 1991: Mambo Kings
- 1994–1995: Cult Moderation
- 1996–1999: T.V. Kaiser (Fernsehserie, 78 Folgen)
- 1997: Gute Zeiten, schlechte Zeiten (Soap, eine Folge)
- 1998: RTL Samstag SpätNacht
- 1999: VIVA KewL Stand-up
- 1999: Deutschland blüht
- 1999: 2000 live – The Final Countdown Live (Silvestershow)
- 2000: vs Kurzfilm
- 2001: Anwalt Abel (Fernsehserie, Folge 11x02)
- 2001: Marienhof (Soap, eine Folge)
- 2002: Die Couchmanns
- 2002: Alles Pocher, … oder was?
- 2003–2007: Hausmeister Krause – Ordnung muss sein (Fernsehserie, vier Folgen)
- 2004: VIVA Starchat Moderation
- 2004: Schöne Witwen küssen besser
- 2005: Bewegte Männer (Fernsehserie, Folge 3x01)
- 2011: Als das Wasser bergauf lief
- 2012: Das wahre Gesicht
- 2012: Als das Wasser bergauf lief
- 2012: Das wahre Gesicht, Kurzfilm
- 2013: Der letzte Bulle (Fernsehserie, Folge 4x11)
- 2020: The Postcard Killings
- 2021: Unter uns, RTL